# Гови, Жорж
Жорж Гови (фр. Georges Govy; 1913, Евпатория — 18 января 1975, Париж) — французский писатель, лауреат премии Ренодо 1955 года, член Национального комитета писателей Франции.

## Биография
Жорж Гови родился в 1913 (по другим данным в 1910) году в Евпатории, в семье художника. Отец писателя погиб в годы революции. В 1920 году покинул Крым на собственном корабле, попал в Константинополь, где его приютили местные грузчики. В Турции окончил французский лицей. В качестве матроса грузовых судов побывал в Европе и Азии, Индии и Японии. В 30-е годы обосновался во Франции, окончил Сорбонну. С 1934 года печатался в еженедельнике «Le Monde» и журнале «Commune».
В годы войны служил добровольцем. Занимался журналистской деятельностью.

## Творчество
Литературный дебют состоялся в начале 30-х годов с рассказом «Ученичество», посвящённым жизни во Франции во время экономического кризиса, и серией рассказов «Старая хижина» (оригинальное название Casa vieja на испанском языке), публиковавшейся в 1934—1935 годах в «Commune».
Основные работы:
- Русская кровь (Sang russe, 1946)
- Дни великого поста (Les Jours maigres, 1947)
- Страстотерпец (Le Moissonneur d'épines, 1955). Роман удостоен премии Ренодо.
- Испанская кровь (Sang d’Espagne, 1958)